# چوتی‌بالا
چوتی‌بالا (به انگلیسی: Chotibala) یک شهرک در پاکستان است که در ناحیه دیره غازی خان واقع شده‌است. چوتی‌بالا ۲۱۷ متر بالاتر از سطح دریا واقع شده‌است.